# Тройка (танец)
Тро́йка — русский сценический танец, где мужчина танцует с двумя женщинами. Русское слово «тройка» означает конную повозку, в которую запряжено три коня. Танцоры имитируют скачущих лошадей, везущих салазки или повозку.
Танец «Тройка» является творческой работой  балетмейстера и хореографа Надежды Надеждиной для созданного ею в 1948 году ансамбля «Берёзка». Исполняется под музыку Г. Львова. Танец входит в репертуар практически всех российских танцевальных ансамблей.
Подобные народные танцы известны в польском и белорусском фольклоре — танец Трояк.